# Melampsora laricis-tremulae
Melampsora laricis-tremulae Kleb. – gatunek grzybów z rzędu rdzowców (Pucciniales). Jest jednym z kilku gatunków rodzaju Melampsora wywołujących rdzę topoli. Występuje na gatunkach z sekcji Populus (topola biała i topola osika).

## Systematyka i nazewnictwo
Pozycja w klasyfikacji według Index Fungorum: Melampsora, Melampsoraceae, Pucciniales, Incertae sedis, Pucciniomycetes, Pucciniomycotina, Basidiomycota, Fungi.
W literaturze naukowej M. magnusiana często wraz z trzema innymi gatunkami (Melampsora pinitorqua, Melampsora magnusiana i Melampsora pulcherrima) traktowany był jako synonim Melampsora populnea. Aktualnie, w wyniku nowszych badań metodami biologii molekularnej, opartych na wielogenowej analizie, traktowane są one jako odrębne gatunki.
Według Index Fungorum takson niepewny.